# Paul Bruère
Le colonel Paul Bruère (Pleumartin, 11 février 1876 - Paris 5e, 30 août 1950) est un pharmacien des Armées français, reçu docteur en 1908. Collaborateur du Dr Antoine Balland (1845-1927), il a dirigé le Laboratoire de chimie alimentaire des Invalides. Fort des acquis de la Grande guerre, il a beaucoup écrit sur la défense passive et la protection contre la menace chimique. Ses travaux ont été couronnés du prix Montyon (1934).

## Écrits
- Paul Bruère, « I. Du rôle des Ions et des Micelles dans les phénomènes bio-chimiques . II, Du rôle des Acides aminés et des Vitamines dans les synthèses vitales », Presse medicale Hellénique (Société hellénique de dermatologie et de vénéréologie), Athènes,‎ août 1920
- Paul Bruère, L’Amélioration des Farines, 1931
- Paul Bruère, Organisation biochimique de la Défense passive contre le péril chimique aérien, [s. n.], 1933
- Paul Bruère, « Recherches sur Georges-Simon Sérullas (1774-1832) », Revue d'Histoire de la Pharmacie, no 81,‎ 1933, p. 4-8 (lire en ligne)
- Paul Bruère et Charles Cot, La protection contre les gaz de combat : Le Poste de secours sous abri ou abri sanitaire, Vigot frères, 1934
- Paul Bruère et Georges Vouloir, La Sécurité chez vous : Face au péril aéro-chimique, Éd. Médicis, 1936.